# Geomatik
Die Geomatik befasst sich mit räumlichen Referenzsystemen sowie der Erfassung und Modellierung von räumlichen Daten. Einige Autoren verwenden den Begriff als Synonym für Geoinformatik, andere argumentieren, dass Geomatik eher eine Schnittstelle zwischen den Disziplinen Geodäsie und Informatik sei und den Fokus auf die Erfassung und Vermessung von Geodaten und das Katasterwesen lege. In Anbetracht dieser Begriffsunschärfe empfiehlt Norbert de Lange, statt von Geomatik besser von Geoinformatik zu sprechen, sofern man sich auf eine wissenschaftliche Disziplin bezieht, die sich mit der umfassenden Erfassung, Modellierung, Analyse, Darstellung und Verbreitung von Geodaten befasst.
Unabhängig von der Begriffsdefinition bilden Geoinformationen die Grundlage der Geomatik. Sie dienen der Planung, Gestaltung und nachhaltigen Entwicklung der Umwelt. Eine Untersuchung des Arbeitsministeriums der USA weist die Nanotechnologie und die Biotechnologie, gefolgt von der Geoinformatik, als die wachstumsstärksten Technologien der Zukunft aus.

## Kernbereiche
Der Geodäsie kommen hierbei, neben Aufgaben wie der Ingenieur- und Industrievermessung, der Photogrammetrie und dem Facility- und Landmanagement, die interdisziplinär bedeutenden Kernaufgaben der Herstellung und Fortführung des globalen terrestrischen Bezugsrahmens (ITRF) sowie der zur Höhenbezugsflächenfestlegung (Geoid) wichtigen Bestimmung des Erdschwerefeldes zu. Die Geodäsie bedient sich für erstere Aufgabe des globalen Netzes von GNSS- und VLBI-Stationen des International GNSS Service (IGS), und für die Schwerefeldbestimmung der Beobachtung von Low Earth Orbit Satelliten (LEOS), wie CHAMP, GRACE und GOCE, sowie terrestrischen oder Flugzeug-Schweremessungen und weiteren Methoden der Physikalischen und Satellitengeodäsie. ITRF und Erdschwerefeld und nachgeordnete Festpunktfelder liefern den Bezug für die künftigen Aufgaben eines global vernetzten Geomonitoring wie z. B. der Erfassung von Meeresspiegeländerungen, der tektonischen Plattenbewegung, geologische und geotechnische Gefahrenzonen und des Verkehrswesens. Der Softwareentwicklung und dem Softwareengineering innerhalb der Geomatik kommt ein hoher Stellenwert zu um die Daten der Altimetrie, des Remote Sensing und Geodätische Monitoringsysteme und unter Einsatz von Geoinformationssystemen (GIS) zu verarbeiten.

## Methoden und Technologien
Kennzeichnend für die gegenwärtigen Entwicklungen in der Geomatik sind der Einsatz lokaler, regionaler und globaler Vernetzungen von Sensoren (Geosensor-Networks), die globale Satellitenpositionierungs- und Navigationssysteme GNSS (GPS, GLONASS, Galileo, COMPASS) und die zugehörige terrestrische Komponente moderner weltweit verfügbarer GNSS-Referenzstationsnetze und -Positionierungsdienste (z. B. SAPOS). Diese stellen GNSS-Korrekturen (RTCM, RTCA) zur Nutzerpositionierung in Echtzeit im Genauigkeitsbereich von einem Meter bis zu einem Zentimeter bereit und bilden das Fundament zur Herstellung des globalen Raumbezugs für eine Vielzahl von Navigationsaufgaben. Die Überführung der GNSS-Positionen in bestehende lokale Nutzersysteme ist dabei Aufgabe der Mathematischen Geodäsie. Die Übersendung von GNSS-Korrekturdaten erfolgt über Kommunikationssatelliten z. B. EGNOS sowie dem Internet.
Automatisierte 3D-Vektor-Messsysteme (Tachymeter), Inertialnavigationssysteme (INS), digitale Messkameras, terrestrische oder in der Luft eingesetzte 3D-Laser-Scanner erlauben eine schnelle, genaue und zuverlässige Erfassung raumbezogener Informationen. Leistungsfähige Geoinformatik-Software ermöglicht eine problemgerechte Visualisierung für die Kartendarstellung und über globale Netzwerke (z. B. Web-GIS).

## Berufsbilder
Die Absolventen der Geomatik wie auch die der Kartographie sind in der Georeferenzierung, Analyse, Weiterverarbeitung, Visualisierung und informativer Bereitstellung von Geodaten in vernetzten Systemen (GIS) bei Ingenieurbüros, Softwareunternehmen, Industriebetrieben und Behörden tätig.
Seit August 2010 ist auch die Berufsausbildung zum Geomatiker möglich. Der Geomatiker ist ein neuer Ausbildungsberuf der sich aus den Ausbildungszweigen der Vermessungstechnik, der Kartographie, der Fernerkundung entwickelte. Der Umgang mit Geodaten liegt im Zentrum der Berufsausbildung. So ist die Vermittlung einer Prozesskette von der Geodatenerfassung über die Weiterverarbeitung (Interpretation, Integration, Analyse, Speicherung) bis zur Visualisierung und dem Marketing Inhalt der Berufsausbildung.